# François Ernest Mallard
Pour les articles homonymes, voir François, Ernest et Mallard.
François Ernest Mallard, né à Châteauneuf-sur-Cher le 4 février 1833 et mort à Paris le 6 juillet 1894, est un cristallographe et minéralogiste français. Il est le continuateur avec Auguste Bravais du travail sur la cristallographie commencé par René Just Haüy et Jean-Baptiste Romé de L'Isle.

## Biographie
Il fait ses études à l'École Polytechnique (Promotion X1851) et à l'École nationale supérieure des mines de Paris, avant de commencer une carrière d'ingénieur en 1856. Professeur à l'École des Mineurs de Saint-Étienne en 1859, puis à l'École supérieure des Mines de Paris en 1872, il devient membre du conseil général des mines et membre de l'Académie des sciences en 1890.

## Principaux travaux
Après des travaux sur les « anomalies optiques », montrant qu'un cristal de symétrie supérieure pouvait n'être qu'un empilement régulier de réseaux de symétrie plus faible, il développe sa théorie des groupements cristallins et des corps pseudo-symétriques. En 1879, il publie le premier volume de son célèbre Traité de Cristallographie, bientôt complété d'un deuxième volume en 1884.
Outre ses recherches sur la cristallographie et la minéralogie et la réalisation de cartes géologiques, il effectue avec Henry Le Chatelier de nombreux travaux sur la combustion de mélanges gazeux explosifs en relation avec les problèmes de sécurité dans les mines.
Quelques publications :
- Cours de Minéralogie : Recueil des données cristallographiques et physiques concernant les principales espèces minérales, 18.. (lire en ligne)
- Notice sur les travaux scientifiques de M. Ernest Mallard, Paris, Gauthier-Villars, 1881 (lire en ligne)

## Espèces minérales décrites
- Boléite
- Cumengéite
- Lussatite (opale-CT)

## Prix et distinctions
- Officier de la Légion d'honneur (1888)
- Docteur honoris causa de l'université de Bologne (1888)

- Président de la société minéralogique de France (1879)
- Président de la Société géologique de France (1885)
- Inspecteur général des Mines (1886)
- Président de la Société française de physique (1890)
- Membre de l'Académie des sciences (1890)

## Prospection
En 1858, il redécouvre le gisement d’étain de Montebras, dans la Creuse, qui était exploité dès l’Antiquité. À la suite de cette découverte l'étain sera, à nouveau, exploité à Montebras durant plus de 40 ans.

## Sources
- Jean-Michel Le Cléac'h, Alfred Lacroix et Albert-Auguste Cochon de Lapparent, « Notices biographiques de François-Ernest Mallard (1833-1894) », sur annales.org (consulté le 14 mai 2010)
- « Notice biographique de François-Ernest Mallard », sur int.impmc.upmc.fr, Association française de cristallographie (consulté le 14 mai 2010)
- Grégoire Wyrouboff, « François-Ernest Mallard », Bulletin de la Société française de minéralogie, vol. 17, no 7,‎ 8 novembre 1894, p. 241-266 (ISSN 0366-3248, lire en ligne)